# Megalopus luteosignatus
Megalopus luteosignatus is een keversoort uit de familie halstandhaantjes (Megalopodidae). De wetenschappelijke naam van de soort werd in 1940 gepubliceerd door Maurice Pic.